# Bíódagar
Bíódagar é um filme de drama teuto-dinamarco-islandês de 1994 dirigido e escrito por Friðrik Þór Friðriksson.
Foi selecionado como representante da Islândia à edição 67º do Oscar 1995, organizada pela Academia de Artes e Ciências Cinematográficas.

## Elenco
- Örvar Jens Arnarson
- Rúrik Haraldsson
- Sigrún Hjálmtýsdóttir